# Фіано

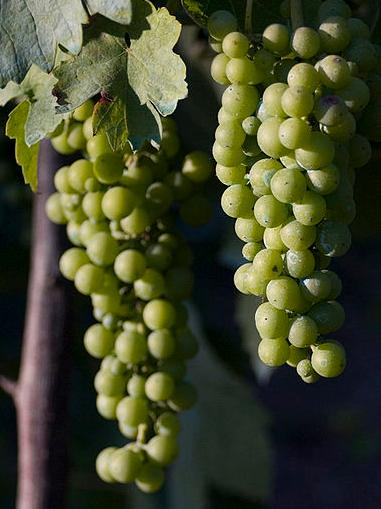
Фіано

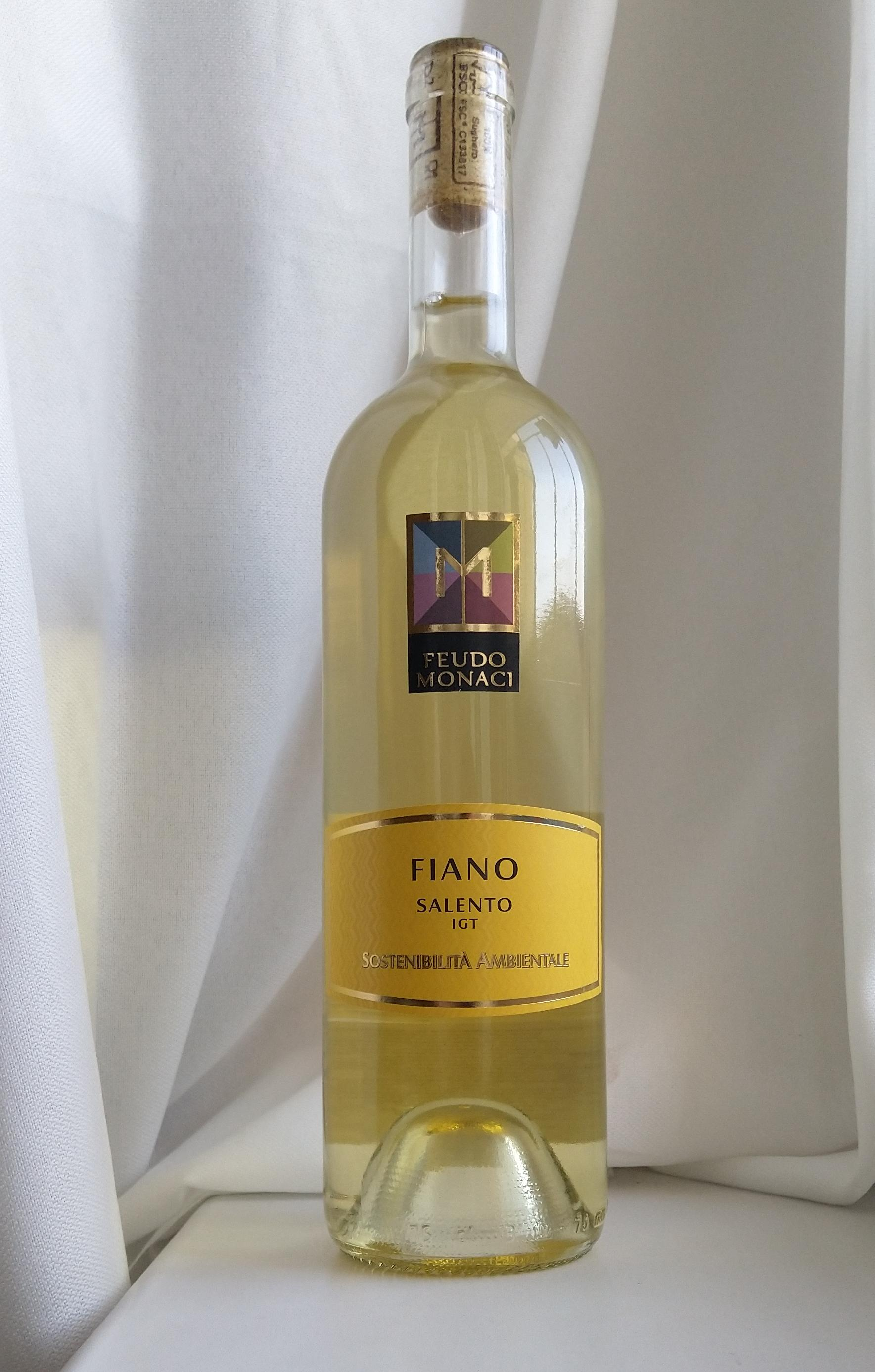
Пляшка вина з винограду фіано

Фіано («італ. Fiano») — італійський технічний сорт білого винограду.

## Географія сорту
Місцем походження сорту вважаються східні схили гір в районі Авелліно (Італія). Вирощується в південних областях Італії, переважно у Кампанії, також на Сицилії та в Апулії. Невеликі площі виноградників є в Австралії та Аргентині.

## Історія
Скоріш за все сорт вирощується у Південній Італії ще з часів давніх греків. Перша письмова згадка датується XIII сторіччям. У ХІХ сторіччі фіано дуже постраждав від епідемії філоксери, майже всі виноградники були знищені. Відродження сорту почалось у 70-80 роки XX сторіччя.

## Характеристики сорту
Листя середні, круглі, слабкорозсічені, трьох- або п'ятилопатеві, знизу вкриті густим опушенням. Квітка двостатеві. Грона невеликі або середні, конічні, з одним добре розвиненим крилом, середньої щільності. Ягоди середні, овальні, золотисто-жовті. Врожайність середня. Сорт винограду вразливий до оїдіуму, відносно стійкий до сірої гнилі. Сорт може накопичувати значну кількість цукрів, від цієї властивості походить місцева назва винограду «італ. Vitis apiana» — «улюблений виноград бджіл».

## Характеристики вина
З фіано зазвичай виробляють сухі вина, але можуть вироблятись також десертні вина з в'яленого винограду. Виноматеріал витримують зазвичай у чанах з нержавіючої сталі. Сухі вина мають жовтий колір, гарну структуру, виражену кислотність та мінеральну складову, в ароматі відчуваються ноти квітів, горіхів та білих фруктів. Гарно поєднуються зі стравами з риби, білого м'яса та м'якими сирами. Вина з фіано мають гарний потенціал для витримки.
На якість вина дуже впливає теруар, де вирощується виноград, найякісніший виноматеріал отримують з виноградників, які розташовані на вулканічних ґрунтах. У виноробній зоні італ. Fiano di Avellino DOCG з фіано виробляють вино найвищої категорії якості. 